# 버틀러 램슨
버틀러 W. 램슨(Butler W. Lampson, 1943년 12월 23일~ )은 저명한 컴퓨터 과학자다.
로렌스빌 학교를 졸업한 뒤, 램슨은 1964년에 하버드 대학교로부터 물리학 학사 학위를 받았고, 1967년에 캘리포니아 대학교 버클리에서 전기 공학 및 컴퓨터 과학(EECS) 박사 학위를 받았다.
1960년대 동안 램슨은 UC버클리의 GENIE 프로젝트에 참가했다. 1965년 GENIE 프로젝트의 멤버들, 특히 램슨과 피터 두쉬가 과학적 자료 시스템(Scientific Data Systems)사의 SDS 940을 위한 버클리 시분할 시스템을 개발했다.
램슨은 1970년대 제록스 PARC의 설립 멤버 중 하나였으며, 컴퓨터 과학 연구실(Computer Science Laboratory, CSL)에서 근무했다. 그가 보여준 개인용 컴퓨터에 대한 비전은 "왜 알토(Alto)인가?"라는 1972년 메모에 잘 나타나 있다. 1973년 제록스 알토는 3개의 버튼을 가진 마우스와 한 페이지 크기의 모니터와 함께 등장했다. 제록스 알토는 최초의 실제 개인용 컴퓨터로 여겨지고 있다.
1992년 램슨은 개인용 컴퓨터와 컴퓨터 과학에 대한 공헌을 인정받아 튜링상을 수상한다. 1994년 ACM의 펠로우로 추대된다.

## 같이 보기
- 앨런 케이
- 찰스 시모니